# Erwin Knosp
Erwin Knosp (* 26. srpna 1961) je bývalý německý zápasník, volnostylař. V roce 1984 na hrách v Los Angeles vybojoval v kategorii do 68 kg sedmé místo. V roce 1982 skončil sedmý a v roce 1983 patnáctý na mistrovství světa. V roce 1983 obsadil šesté místo na mistrovství Evropy.
S většími úspěchy se zápasu věnoval také jeho starší bratr Martin.